# Banogne-Recouvrance
Pour les articles homonymes, voir Recouvrance.
Banogne-Recouvrance est une commune française située dans le département des Ardennes, en région Grand Est.
Ses habitants se nomment les Banognais.

## Géographie
|                        | Hannogne-Saint-Rémy |                 |
| Saint-Quentin-le-Petit | Banogne-Recouvrance | Saint-Fergeux   |
| Le Thour               | Saint-Germainmont   | Condé-lès-Herpy |

L'écrivain Ernst Jünger garde de son passage le souvenir d'« un petit village à l'écart des grandes routes, niché dans de gracieuses collines de craie ». Au sud-ouest du département des Ardennes, ces collines séparent la vallée de l'Aisne de la plaine picarde.

### Hydrographie
La commune est dans la région hydrographique « la Seine du confluent de l'Oise (inclus) à l'embouchure » au sein du bassin Seine-Normandie. Elle n'est drainée par aucun cours d'eau,.

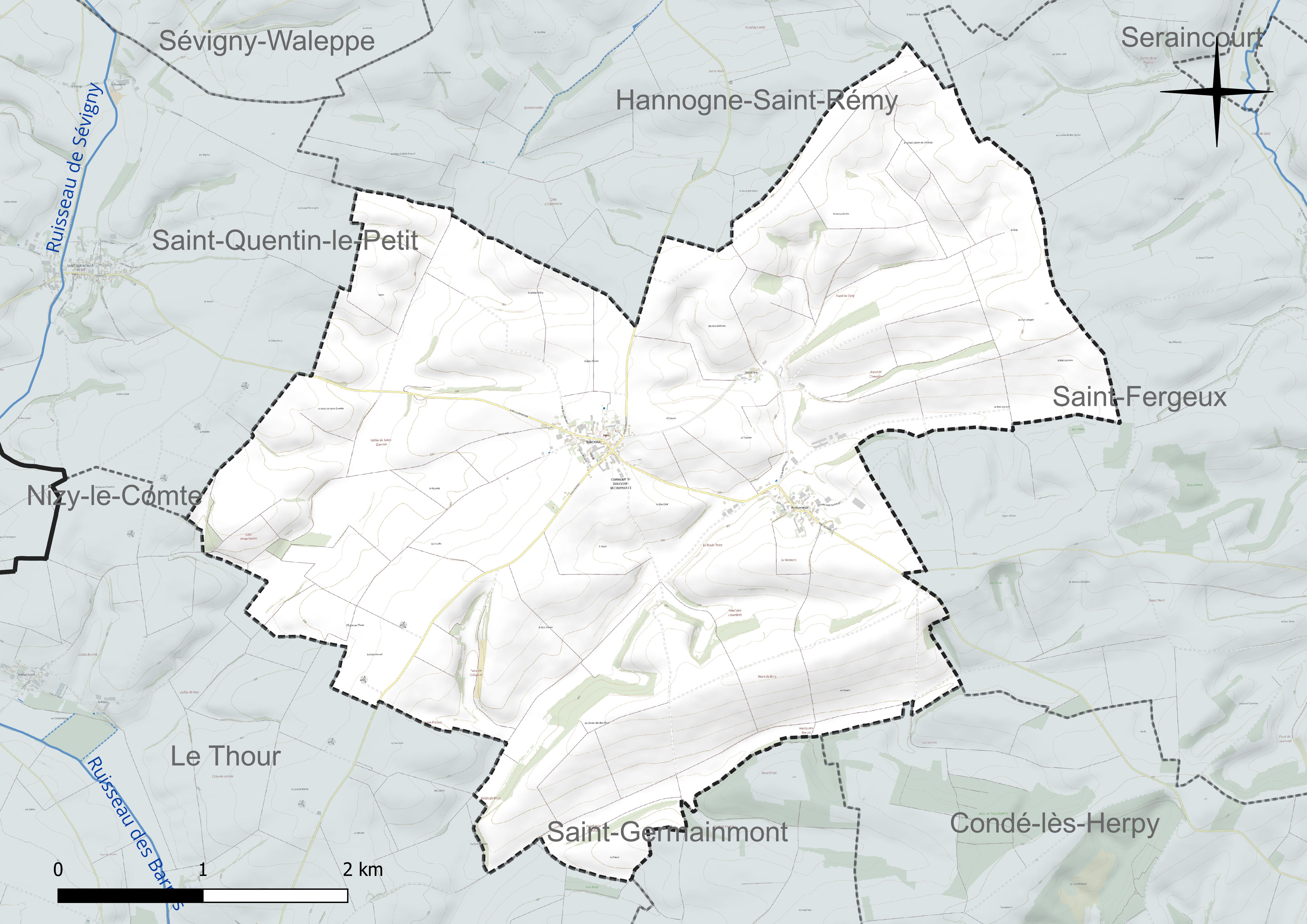
Réseaux hydrographique de Banogne-Recouvrance.

### Climat
Pour des articles plus généraux, voir Climat du Grand Est et Climat des Ardennes.
En 2010, le climat de la commune est de type climat océanique dégradé des plaines du Centre et du Nord, selon une étude du Centre national de la recherche scientifique s'appuyant sur une série de données couvrant la période 1971-2000. En 2020, Météo-France publie une typologie des climats de la France métropolitaine dans laquelle la commune est exposée à un climat océanique altéré et est dans la région climatique Nord-est du bassin Parisien, caractérisée par un ensoleillement médiocre, une pluviométrie moyenne régulièrement répartie au cours de l’année et un hiver froid (3 °C).
Pour la période 1971-2000, la température annuelle moyenne est de 10,1 °C, avec une amplitude thermique annuelle de 15,4 °C. Le cumul annuel moyen de précipitations est de 800 mm, avec 12,2 jours de précipitations en janvier et 9,1 jours en juillet. Pour la période 1991-2020, la température moyenne annuelle observée sur la station météorologique installée sur la commune est de 11,1 °C et le cumul annuel moyen de précipitations est de 773,4 mm. 
La température maximale relevée sur cette station est de 40,8 °C, atteinte le 25 juillet 2019 ; la température minimale est de −14 °C, atteinte le 10 janvier 2003,,.
| Mois                                  | jan.         | fév.         | mars          | avril         | mai           | juin        | jui.          | août        | sep.          | oct.        | nov.          | déc.          | année     |
| ------------------------------------- | ------------ | ------------ | ------------- | ------------- | ------------- | ----------- | ------------- | ----------- | ------------- | ----------- | ------------- | ------------- | --------- |
| Température minimale moyenne (°C)     | 0,5          | 0,4          | 2,4           | 5,1           | 8,5           | 12          | 13,7          | 13,3        | 10,5          | 7,7         | 4,2           | 1,3           | 6,6       |
| Température moyenne (°C)              | 3,1          | 3,7          | 6,9           | 10,8          | 14            | 17,6        | 19,6          | 18,9        | 15,8          | 11,6        | 6,9           | 3,8           | 11,1      |
| Température maximale moyenne (°C)     | 5,7          | 6,9          | 11,4          | 16,4          | 19,5          | 23,2        | 25,5          | 24,5        | 21,1          | 15,4        | 9,6           | 6,3           | 15,5      |
| Record de froid (°C) date du record   | −14 10.01.03 | −12 12.02.12 | −10 01.03.18  | −4,5 08.04.03 | 0 06.05.19    | 2 05.06.09  | 4 31.07.15    | 6 26.08.18  | 1,5 20.09.12  | −5 28.10.03 | −5 30.11.16   | −11 20.12.09  | −14 2003  |
| Record de chaleur (°C) date du record | 15 02.01.03  | 21 27.02.19  | 24,9 31.03.21 | 30 20.04.18   | 32,5 27.05.17 | 35 22.06.17 | 40,8 25.07.19 | 40 12.08.03 | 34,1 16.09.20 | 27 03.10.11 | 20,2 02.11.20 | 15,7 30.12.22 | 40,8 2019 |
| Précipitations (mm)                   | 71,4         | 60,5         | 56,9          | 47            | 60,2          | 59,6        | 67,3          | 72,4        | 56,7          | 67,7        | 67,3          | 86,4          | 773,4     |

| Diagramme climatique                                  |            |             |           |             |            |              |              |              |             |            |            |
| J                                                     | F          | M           | A         | M           | J          | J            | A            | S            | O           | N          | D          |
| 5,70,571,4                                            | 6,90,460,5 | 11,42,456,9 | 16,45,147 | 19,58,560,2 | 23,21259,6 | 25,513,767,3 | 24,513,372,4 | 21,110,556,7 | 15,47,767,7 | 9,64,267,3 | 6,31,386,4 |
| Moyennes : • Temp. maxi et mini °C • Précipitation mm |            |             |           |             |            |              |              |              |             |            |            |

Les paramètres climatiques de la commune ont été estimés pour le milieu du siècle (2041-2070) selon différents scénarios d'émission de gaz à effet de serre à partir des nouvelles projections climatiques de référence DRIAS-2020. Ils sont consultables sur un site dédié publié par Météo-France en novembre 2022.

## Urbanisme

### Typologie
Au 1er janvier 2024, Banogne-Recouvrance est catégorisée commune rurale à habitat très dispersé, selon la nouvelle grille communale de densité à 7 niveaux définie par l'Insee en 2022.
Elle est située hors unité urbaine. Par ailleurs la commune fait partie de l'aire d'attraction de Reims, dont elle est une commune de la couronne,. Cette aire, qui regroupe 294 communes, est catégorisée dans les aires de 200 000 à moins de 700 000 habitants,.

### Occupation des sols
L'occupation des sols de la commune, telle qu'elle ressort de la base de données européenne d’occupation biophysique des sols Corine Land Cover (CLC), est marquée par l'importance des territoires agricoles (97,3 % en 2018), une proportion identique à celle de 1990 (97,3 %). La répartition détaillée en 2018 est la suivante : 
terres arables (97,3 %), zones urbanisées (2,7 %). L'évolution de l’occupation des sols de la commune et de ses infrastructures peut être observée sur les différentes représentations cartographiques du territoire : la carte de Cassini (XVIIIe siècle), la carte d'état-major (1820-1866) et les cartes ou photos aériennes de l'IGN pour la période actuelle (1950 à aujourd'hui).

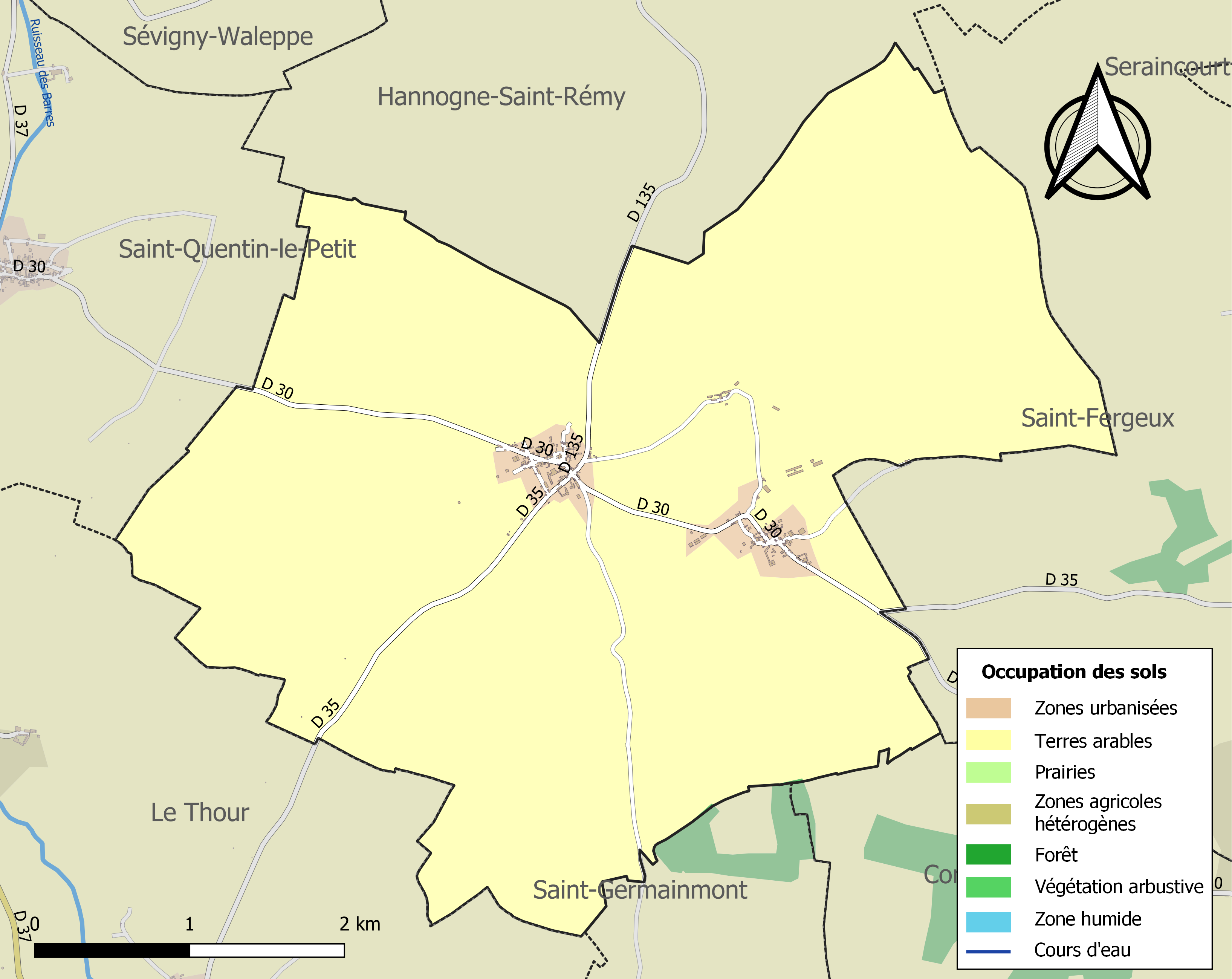
Carte des infrastructures et de l'occupation des sols de la commune en 2018 (CLC).

## Histoire

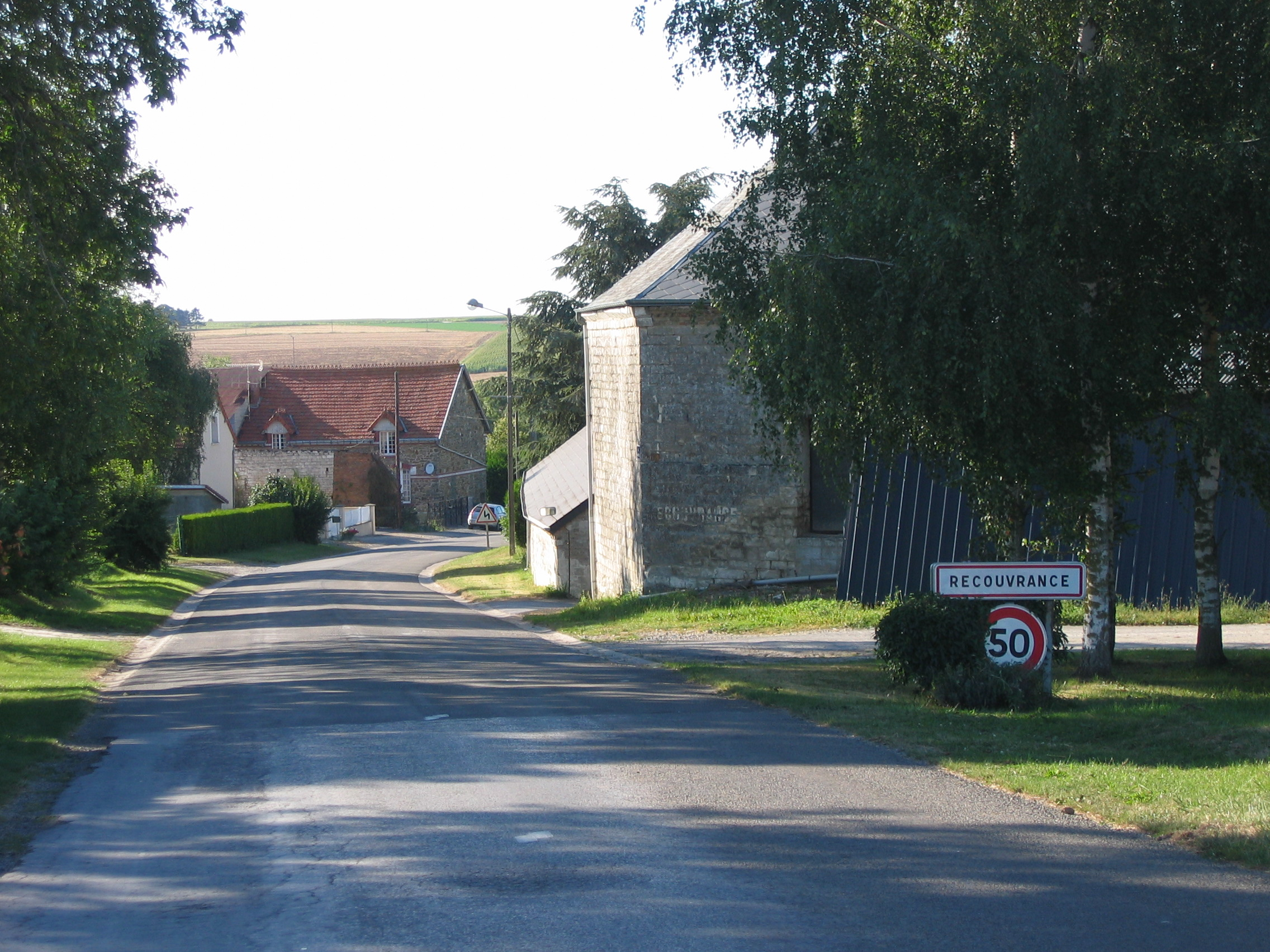
Hameau de Recouvrance.

Le bourg est cité dans des cartulaires au XIIIe siècle.
En 1570, Banogne est qualifiée de cense, et est rattachée à la paroisse du Thour dont les barons et l’Hôtel Dieu de Reims se partagent le terroir. À Recouvrance, un fort entouré de fossés sert de refuge aux habitants. L'écart de Ruisselois est une propriété de l'abbaye de Signy, puis du collège des jésuites de Reims. Une carrière de craie blanche tendre est exploitée à proximité.
En 1822, ces différents bourgs sont réunis en une seule commune avec Banogne comme centre (avec le Ruisselois pour hameau). Recouvrance devient un hameau.
En 1918, le village est le lieu de combats acharnés lors de la bataille de la ligne Hindenburg, durant les dernières semaines de guerre. Le 25 octobre, l'armée française enlève les hauteurs de la commune et s'empare ainsi du dernier tronçon entre Saint-Quentin et la vallée de l'Aisne d'un système de fortifications et de défense allemand, la Hunding Stellung. Sur les 125 maisons de la commune, seules une dizaine restent debout à l'issue des combats. Le village et l'église sont reconstruits durant la décennie suivante.

## Politique et administration
| Période                                  | Période                      | Identité           | Étiquette | Qualité     |
| ---------------------------------------- | ---------------------------- | ------------------ | --------- | ----------- |
| mars 2001                                | mars 2008                    | Sébastien Loriette |           |             |
| mars 2008                                | mars 2014                    | Alain Deparpe      |           |             |
| mars 2014                                | mai 2020                     | Jean-Luc Guillaume |           |             |
| mars 2014                                | En cours (au 3 juillet 2020) | Cyril Carré        | SE        | Agriculteur |
| Les données manquantes sont à compléter. |                              |                    |           |             |

## Démographie
L'évolution du nombre d'habitants est connue à travers les recensements de la population effectués dans la commune depuis 1793. Pour les communes de moins de 10 000 habitants, une enquête de recensement portant sur toute la population est réalisée tous les cinq ans, les populations de référence des années intermédiaires étant quant à elles estimées par interpolation ou extrapolation. Pour la commune, le premier recensement exhaustif entrant dans le cadre du nouveau dispositif a été réalisé en 2006.

En 2022, la commune comptait 163 habitants, en évolution de +3,82 % par rapport à 2016 (Ardennes : −2,97 %, France hors Mayotte : +2,11 %).
| 1793 | 1800 | 1806 | 1821 | 1831 | 1836 | 1841 | 1846 | 1851 |
| ---- | ---- | ---- | ---- | ---- | ---- | ---- | ---- | ---- |
| 324  | 368  | 336  | 368  | 690  | 681  | 694  | 715  | 704  |

| 1866 | 1872 | 1876 | 1881 | 1886 | 1891 | 1896 | 1901 | 1906 |
| ---- | ---- | ---- | ---- | ---- | ---- | ---- | ---- | ---- |
| 650  | 613  | 562  | 559  | 563  | 572  | 528  | 536  | 502  |

| 1911 | 1921 | 1926 | 1931 | 1936 | 1946 | 1954 | 1962 | 1968 |
| ---- | ---- | ---- | ---- | ---- | ---- | ---- | ---- | ---- |
| 477  | 273  | 381  | 338  | 353  | 260  | 308  | 265  | 216  |

| 1975 | 1982 | 1990 | 1999 | 2006 | 2011 | 2016 | 2021 | 2022 |
| ---- | ---- | ---- | ---- | ---- | ---- | ---- | ---- | ---- |
| 194  | 166  | 128  | 139  | 157  | 164  | 157  | 162  | 163  |

## Héraldique

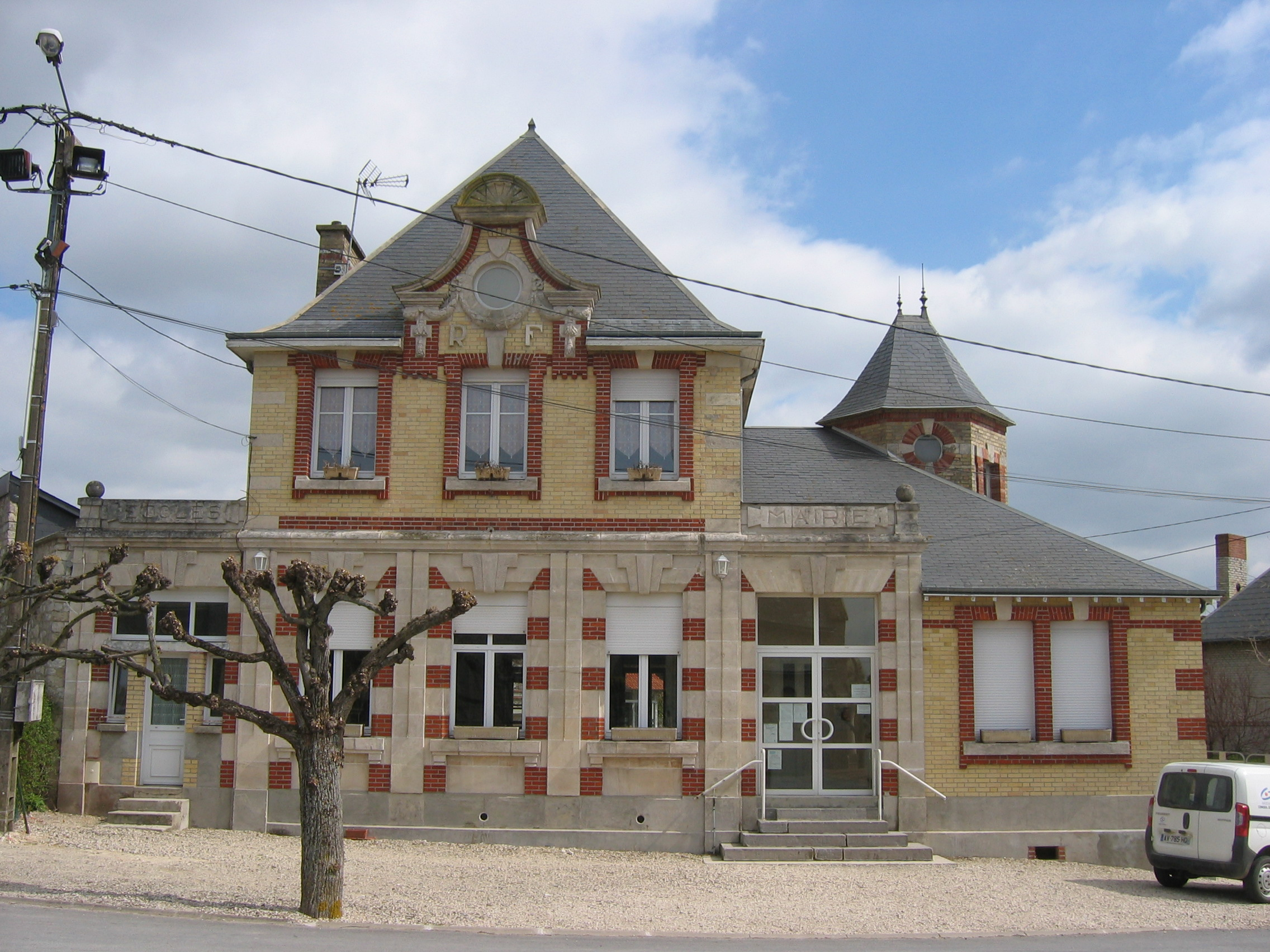
Mairie.

| Armes de Banogne-Recouvrance | Les armes de Banogne-Recouvrance se blasonnent ainsi : Parti : de gueules et d’azur aux trois épis de blé d’or liés du même brochant sur la partition, au chef aussi d’or chargé de trois merlettes de sable. |

## Lieux et monuments

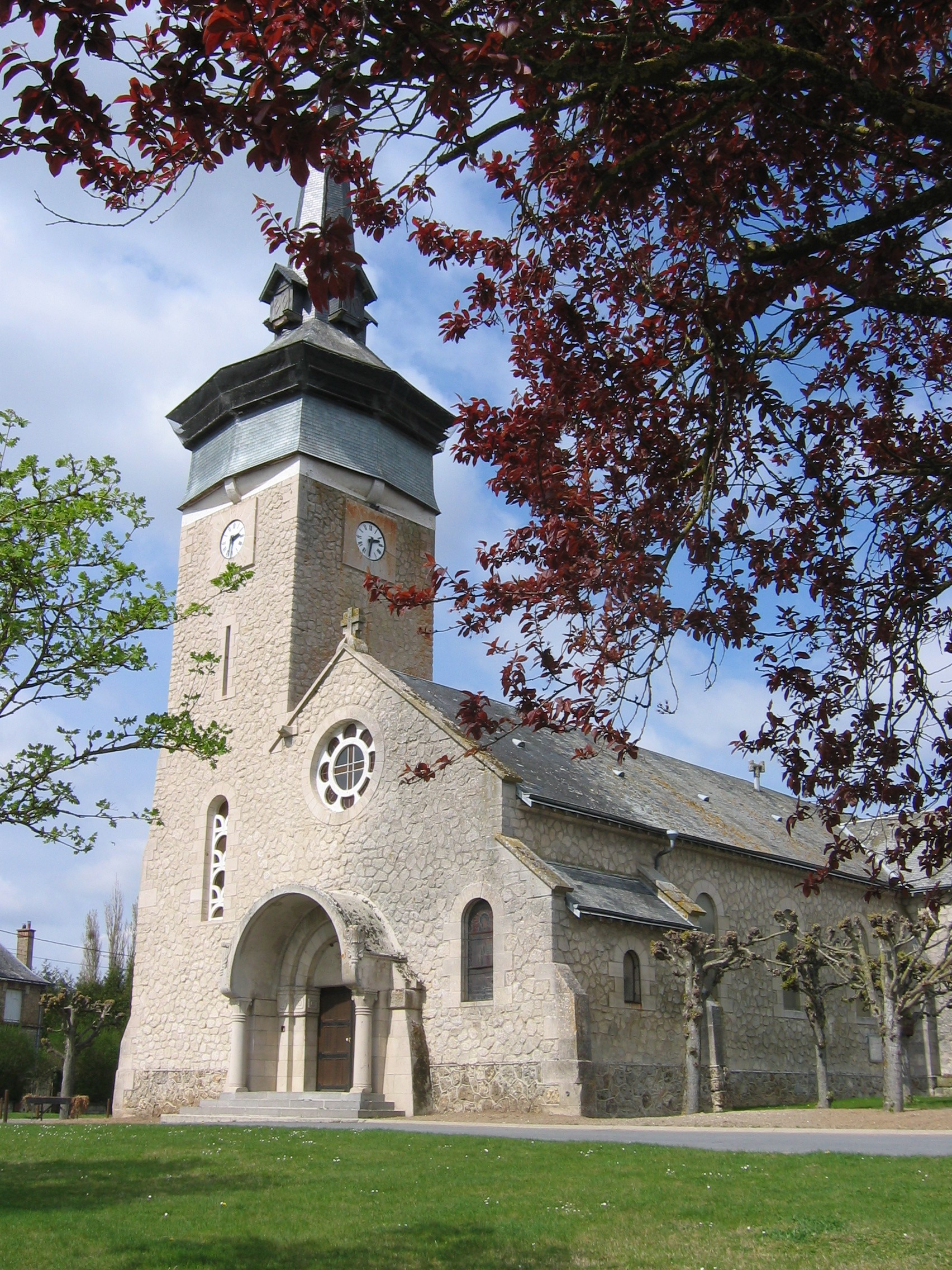
Église Saint-Simon de Banogne.

- Église Saint-Simon de Banogne, reconstruite après la guerre, vitraux sur la guerre 1914-1918.
- Chapelle Notre-Dame-de-Recouvrance.

## Personnalités liées à la commune
- Ernst Jünger : écrivain allemand, il séjourne dans le hameau de Recouvrance alors qu'il n'est qu'un jeune soldat. Ce hameau est légèrement en arrière du front début 1915 et sert de lieu d'apprentissage. Ernst Jünger consacre quelques pages à ce séjour, qui précède son engagement sur le front, dans son journal Orages d'Acier[1],[21].
- Émile Prouvay, né à Banogne-Recouvrance le 26 novembre 1890, officier de l'Armée de l'air qui commanda la base aérienne 112 de Reims (alors base centre instruction du secteur militaire de Reims) du 15 septembre 1944 au 31 janvier 1946. Officier de la Légion d'honneur, il portait la Croix de guerre 1914-1918 avec quatre citations[22].